# هارلی کوئین (مجموعه تلویزیونی)
هارلی کوئین (انگلیسی: Harley Quinn) یک مجموعه تلویزیونی آمریکایی انیمیشن بزرگسالان در ژانر کمدی سیاه  است که بر اساس شخصیتی به همین نام توسط دی‌سی کامیکس ساخته شده توسط پال دینی و بروس تیم ساخته شده‌است. این سریال توسط جاستین هالپرن، پاتریک شوماکر و دین لوری نوشته و تهیه‌کننده اجرایی آن است. این مجموعه ماجراهای هارلی کوئین و بهترین دوستش، پویزن آی‌وی را پس از جدا شدن هارلی از جوکر دنبال می‌کند. این نمایش برای اولین بار در ۲۹ نوامبر ۲۰۱۹ پخش شد و مورد تحسین منتقدان قرار گرفت و منتقدان انیمیشن، طنز، لحن تاریک، صداگذاری و به تصویر کشیدن قهرمان اصلی آن را تحسین کردند.
فصل اول و دوم این مجموعه در دی‌سی یونیورس پخش شد، اما پس از ادغام این سرویس در اچ‌بی‌او مکس، پخش فصل سوم و چهارم این مجموعه در این سرویس انجام شد. در نوامبر ۲۰۲۳، تایید شد که فصل پنجم این سریال نیز بزودی ساخته خواهدشد.

## داستان
این مجموعه،‌ ماجراهای هارلی کویین و سفر او برای کشف خود را پس از جدایی از جوکر پس از فهمیدن اینکه جوکر هرگز او را دوست نداشته است، دنبال می کند. هارلی قصد دارد در دنیای جنایتکاران گاتهام سیتی نامی برای خود دست و پا کند و با تشکیل گروه خودش که از بهترین دوستش پویزن آی‌وی، کلی‌فیس، دکترسایکو، کینگ شارک و سی بورگمن تشکیل می شود، شروع کرد. هارلی در طول تلاش‌هایش برای اثبات خود به‌عنوان یک شرور شایسته، با گذشته آشفته‌اش روبرو می‌شود، اعتماد به نفسی به دست می‌آورد که به او کمک می‌کند نفوذ جوکر بر او را از بین ببرد و هویتی مستقل پیدا کند.
علاوه بر ماجراهای گروه هارلی، خط داستانی اصلی حول رابطه هارلی و آیوی می چرخد. زمانی که هارلی،‌ دکتر هارلین کوینزل و درمانگر آیوی بود، این دو در تیمارستان آرکام ملاقات کردند و دوستی قوی برقرار کردند که به تدریج در طول سریال عمیق تر شد. آنها در نهایت متوجه می شوند که با وجود ناامنی اولیه آیوی و نامزدی او با کایت‌من، احساساتی نسبت به یکدیگر دارند. پس از یک سری ماجراهای ناگوار، که طی آن هارلی عشق فداکارانه خود را به آیوی ثابت می کند و کایت‌من به نفع خوشبختی آیوی از او جدا می شود، هارلی و آیوی در پایان فصل دوم زوج می شوند. در فصل‌های بعدی، این زوج تجربه یک رابطه عاشقانه سالم با حمایت متقابل، صداقت و عزم خود را دارند.
با پیشرفت سریال، دیگر شخصیت های دی‌سی، نقش بزرگ تری در داستان مجموعه به دست می آورند، مانند اعضای بت فمیلی و اعضای لیجن آف دوم. هارلی متوجه می‌شود که می‌خواهد یک قهرمان باشد تا یک شرور در حالی که آیوی به شرارت درونی و پتانسیل واقعی ابرقدرت‌هایش پی می‌برد. به غیر از آنها، سایر اعضای گروه هارلی شروع به دنبال کردن مسیر خود می کنند، مانند پدر شدن کینگ شارک و فرمانروای پادشاهی کوسه ها و کلی‌فیس که به عنوان یک بازیگر از کار می افتد. اکثر فصل‌ها همچنین شامل یک قسمت مستقل هستند که هارلی یا آیوی را در بر نمی‌گیرد، اما بر روی یکی از شخصیت‌های فرعی مانند جوکر، بتمن، یا بین تمرکز دارد.

## بازخورد
فصل اول سریال از سایت راتن تومیتوز توانست نمره ۸۷٪ را از ۳۰ نقد به دست آورد. این وبسایت در نقد سریال می‌افزاید «صداپیشه قوی دارای فهم دقیق از این ابرقهرمان فاقد قدرت ماورایی، هارلی کوئین را به شدت دلپذیر و به طرز شگفت آور قابل درک در جهان دی‌سی کامیکس می‌کند.» فصل دوم نیز از ۱۳ نقد نمره ۱۰۰٪ را کسب می‌کند.